# 羅克希爾 (路易斯安那州)
羅克希爾（英語：Rock Hill）是位於美國路易斯安那州格蘭特堂區的一個普查規定居民點。

## 人口
根據2020年美國人口普查的數據，羅克希爾的面積為9.99平方千米，當中陸地面積為9.98平方千米，而水域面積為0.01平方千米。當地共有人口260人，而人口密度為每平方千米26.03人。